# ميجان غريفيثز
ميجان غريفيثز (بالإنجليزية: Megan Griffiths)‏ هي مصورة سينمائية وكاتبة سيناريو ومخرجة أمريكية، ولدت في 22 أبريل 1975 في أثينس في الولايات المتحدة.

## وصلات خارجية
- ميجان غريفيثز على موقع IMDb (الإنجليزية)
- ميجان غريفيثز على موقع ألو سيني (الفرنسية)
- ميجان غريفيثز على موقع أول موفي (الإنجليزية)
- ميجان غريفيثز على موقع قاعدة بيانات الأفلام السويدية (السويدية)
- ميجان غريفيثز على موقع قاعدة بيانات الفيلم (الإنجليزية)
- ميجان غريفيثز على موقع كينوبويسك (الروسية)